# Bronislovas Lubys

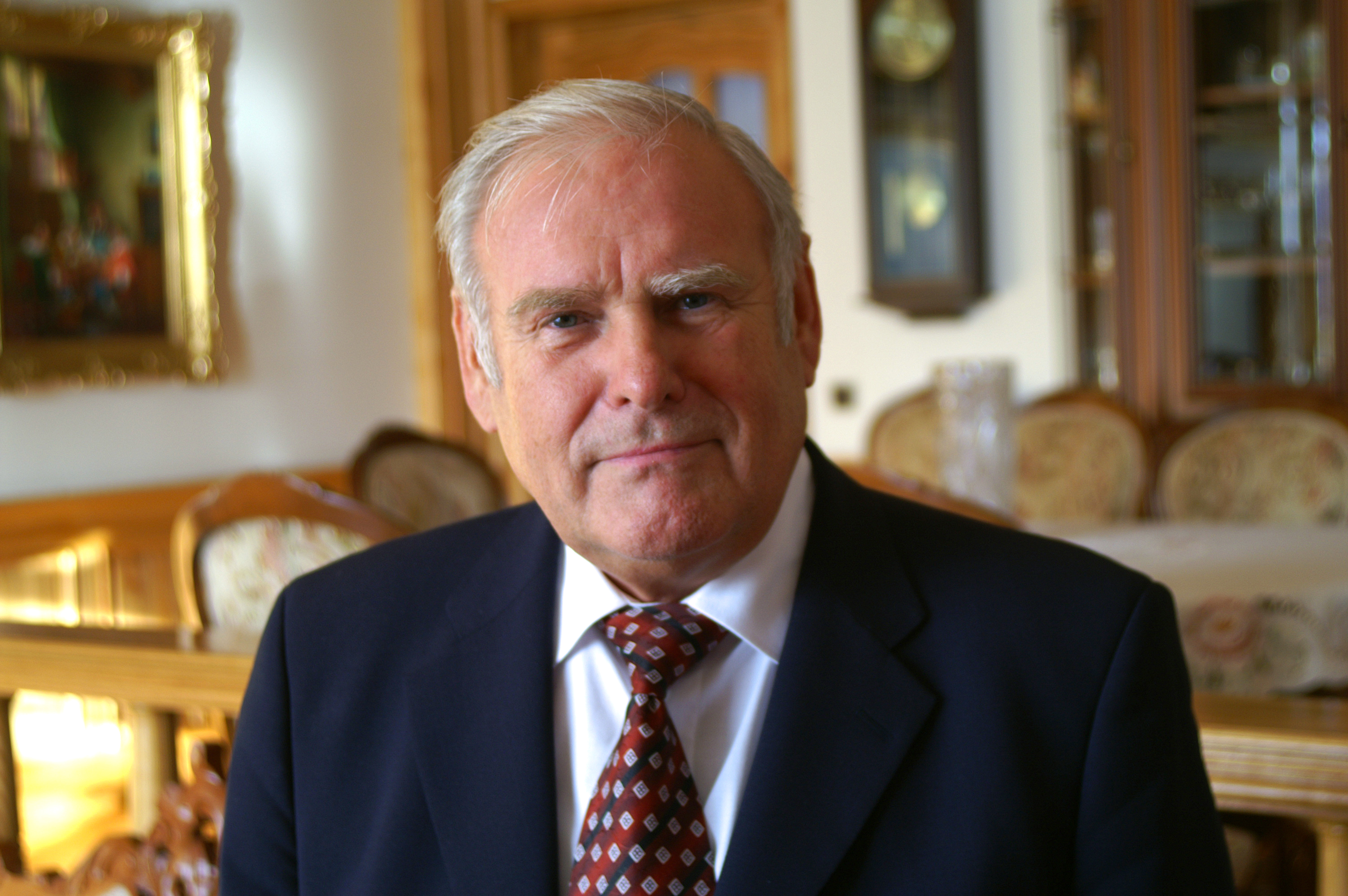
Bronislovas Lubys (2005)

Bronislovas Lubys (* 8. Oktober 1938 in Plungė; † 23. Oktober 2011 in Druskininkai, Bezirk Alytus) war ein litauischer Chemieingenieur, Industrieller und parteiloser Politiker. Er war von Dezember 1992 bis März 1993 Ministerpräsident Litauens. 
Als Direktor und Haupteigentümer des Düngemittelproduzenten AB Achema bzw. später des Mischkonzerns Achemos grupė wurde er zum reichsten Litauer (Stand 2008). Von 1993 bis zu seinem Tod war er Vorsitzender des Litauischen Industriellenverbands (LPK).

## Biografie
Nach dem Abitur absolvierte Lubys bis 1963 das Diplomstudium zum Chemieingenieur am Polytechnischen Institut Kaunas (KPI). Anschließend arbeitete er im Stickstoffdünger-Produktionsbetrieb (Staatliches Unternehmen) Azotas in Jonava, wo er 1971 zum Chefingenieur aufstieg. Eine Aspirantur an der Litauischen Landwirtschaftsakademie (LŽŪA) schloss er 1976 mit der Promotion zum Kandidaten der chemischen Wissenschaften (entspricht einem Doktorgrad) ab. Von 1983 bis 1991 lehrte er als Dozent im Fachgebiet Physikalische Chemie der KPI. Von 1985 bis 1991 war er Direktor bzw. Generaldirektor von Azotas.
Nach der Unabhängigkeit Litauens war der Parteilose Lubys von Juli bis November 1992 stellvertretender Ministerpräsident im Kabinett Abišala. Nach dem Wahlsieg der post-kommunistischen LDDP war er von Dezember 1992 bis März 1993 Ministerpräsident Litauens und leitete das Kabinett Lubys. 
Dann zog sich Bronislovas Lubys aus der Politik zurück und leitete als Generaldirektor erneut das Staatliche Unternehmen Azotas, das in dieser Zeit privatisiert und in Aktiengesellschaft (AB) Achema umbenannt wurde. Lubys wurde deren Präsident und Vorsitzender des Verwaltungsrats sowie Vorsitzender des neugegründeten Litauischen Industriellenverbands (LPK), dem er bis zu seinem Tod vorstand. Aus dem Düngemittelbetrieb in Jonava wuchs 2001 der Mischkonzern Achemos grupė, dessen Hauptaktionär Lubys mit 51 % war.
Lubys galt neben Juozas Kazickas, Nerijus Numavičius und Wladimir Romanow als reichster und einflussreichster Unternehmer in Litauen. Lubys spendete für viele litauische Parteien während der Wahlen, finanzierte viele Veranstaltungen und bauliche Anlagen in Jonava und Plungė.

## Familie
Ab 1981 arbeitete Lyda Lubienė (* 1957 als Lyda Fiodorovaitė) im sowjetlitauischen Chemiewerk Azotas als Schichtleiterin und danach Pult-Dispatcherin der Zentralsteuerung. Dort lernte sie den leitenden Ingenieur Bronislovas Lubys kennen, der damals ihr Vorgesetzter war. Eine nähere Bekanntschaft mit ihrem geschiedenen Chef entstand nach einem ökologischen Unfall 1989. Im Jahr 1992 heirateten Fiodorovaitė und Lubys, der zu diesem Zeitpunkt Premierminister Litauens war. Sie bekamen die Tochter Viktorija Lubytė (* 1998). Nach dem Tod des Ehemanns und Vaters erbten beide, zusammen mit Jūratė Žadeikienė (Lubys’ Tochter aus der ersten Ehe), große Anteile des Konzerns.

## Stiftung
Zum Andenken der Tätigkeiten von Lubys wurde die „Dr. Bronislovas-Lubys-Stiftung“ (lit. Dr. Bronislovo Lubio vardo labdaros ir paramos fondas) am 17. April 2013 in Vilnius Gegründet und 2018 auf Initiative von Lyda Lubienė aufgelöst. Die Leiterin war Giedrė Žentelytė-Linkienė, Angestellte der Personalabteilung von AB Achema.

## Bronislovas-Lubys-Chemie-Wettbewerb
Seit 2015 organisiert Altstädtisches Gymnasium Jonava den nationalen Wettbewerb für litauische Schüler der 9. und 10. Klassen.

## Ehrungen
- Ehrenbürger von Druskininkai
- Ehrenbürger von Jonava
- Ehrenbürger von Plungė